# Xoxoteco
Xoxoteco är en ort i Mexiko.   Den ligger i kommunen San Agustín Metzquititlán och delstaten Hidalgo, i den sydöstra delen av landet, 130 km norr om huvudstaden Mexico City. Xoxoteco ligger 1 389 meter över havet och antalet invånare är 597.
Terrängen runt Xoxoteco är huvudsakligen kuperad. Xoxoteco ligger nere i en dal. Runt Xoxoteco är det ganska glesbefolkat, med 27 invånare per kvadratkilometer. Närmaste större samhälle är Zacualtipán, 15,3 km norr om Xoxoteco. I omgivningarna runt Xoxoteco växer huvudsakligen savannskog.